# アマル・ホジッチ
アマル・ホジッチ（Amar Hodžić 、1999年7月12日 - ）は、オーストリア・クラーゲンフルト出身のプロサッカー選手。ヴォルフスベルガーAC所属。ポジションは、フォワード。

## クラブ歴
2017年8月19日、オーストリア・ブンデスリーガのFCアドミラ・ヴァッカー・メードリング戦でデビューを果たした。2020年1月9日、SKフォルヴェルツ・シュタイアーに2019-20シーズン終了までのローン移籍で加入した。